# Aleksandr Gabyszew
Aleksandr Prokopjewicz Gabyszew (ros. Александр Прокопьевич Габышев; jakuc. Ойуун Һааска – Ojuun Ḥaaska; ur. 22 listopada 1968) – rosyjski szaman i więzień polityczny narodowości jakuckiej.

## Życiorys
Urodził się 22 listopada 1968 r. w Jakucji, należy do społeczności Jakutów. Uzyskał wykształcenie historyczne, jednak z wyboru pracował jako robotnik. Już na początku lat 1990. zaczął studiować szamanizm. Po śmierci żony zmagał się z poczuciem pustki. Zamieszkał wówczas w lesie, gdzie zrozumiał, iż jego przeznaczeniem było zostać szamanem, który egzorcyzmuje prezydenta Rosji Władimira Putina. Gabyszew uznał Putina za demona i zamierzał pokojowo dotrzeć do Moskwy, aby tam odprawić rytuał na placu Czerwonym. Aby tego dokonać, wyruszył w marcu 2019 r. w pieszą podróż do Moskwy, odległej o ponad 8000 km.
Jego podróży towarzyszyły liczne relacje w internecie, a dzięki wsparciu ze strony opozycyjnych gazet zyskał wielu zwolenników, którzy przyłączyli się do jego marszu przeciwko Putinowi – łącznie towarzyszyło Gabyszewowi kilkadziesiąt osób. Pod koniec sierpnia 2019 r. dotarł do Ułan Ude, gdzie został przyjęty przez grupę szamanów przyjaznych Putinowi, którzy bezskutecznie wezwali go do porzucenia planów obalenia Putina. W połowie września tego samego roku Federalna Służba Bezpieczeństwa umieściła Gabyszewa, który pokonał już ok. 3000 km, na liście poszukiwanych i kilka dni później kilkudziesięciu funkcjonariuszy policji zaatakowało jego obóz. Gabyszew został przewieziony z powrotem do Jakucka i osadzony w klinice psychiatrycznej, w której w październiku 2019 r. uznano go za chorego psychicznie.
W grudniu 2019 r. po raz drugi ogłosił zamiar wyruszenia w drogę do Moskwy i dwa dni później został aresztowany za niewykonanie poleceń policji. To aresztowanie jego prawnik zaskarżył do Europejskiego Trybunału Praw Człowieka. Wiosną 2020 r. Gabyszew ogłosił nowy marsz na Moskwę, ale ta zapowiedź spotkała się z kolejną obławą, w efekcie której został ponownie skierowany przymusowo do Jakuckiej Republikańskiej Kliniki Neuropsychiatrycznej. W jego zatrzymaniu 12 maja uczestniczyli pracownicy kliniki oraz co najmniej 20 funkcjonariuszy Rosgwardii. Chociaż przymusowa hospitalizacja wymaga zatwierdzenia przez sąd w ciągu 48 godzin, w jego sprawie decyzję wydano po 3 tygodniach. Stowarzyszenie Memoriał uznało wówczas Gabyszewa za więźnia politycznego. Z przymusowego osadzenia zwolniony został w lipcu tego samego roku.
W połowie stycznia 2021 r. Gabyszew ogłosił plany kolejnej próby dotarcia do Moskwy. Tym razem planował wjechać do Moskwy na białym koniu, ale ponownie został skierowany do kliniki psychiatrycznej. W przeprowadzonej 27 stycznia 2021 r. akcji ujęcia go uczestniczyło ok. 50 funkcjonariuszy policji, a w czasie zatrzymania rzekomo doszło do walki, w której Gabyszew miał posługiwać się pogrzebaczem i włócznią, raniąc policjanta w nogę. Ten zarzut stał się pretekstem do wszczęcia postępowania karnego o atak na policjanta, w efekcie którego Gabyszew został umieszczony w szpitalu psychiatrycznym z intensywnym monitorowaniem. Dwa dni po uwięzieniu apel o jego zwolnienie podpisało 19 postaci życia publicznego, w tym noblistka Swietłana Aleksiejewicz, pisarz Aleksandr Gelman, poeta Lew Rubinsztejn, krytyk filmowy Anton Dolin, aktorka Jelena Korieniewa i polityk Lew Szlosberg. W odróżnieniu od poprzednich zatrzymań, w 2021 r. zaczęto podawać mu duże dawki leków przeciwpsychotycznych, co wywoływało u niego liczne działania niepożądane.
Od tego czasu pozostaje pozbawiony wolności.